# Saneante
O saneante é uma categoria de agentes químicos (ou preparações químicas) que incluem os produtos de limpeza e de conservação de ambientes em imóveis, evitando doenças nos usuários destes locais devido a presença de bactérias/germes. Alguns destes produtos necessitam de regulação sanitária por apresentarem riscos à saúde dos usuários quando usados, apesar de amplamente utilizado na sociedade.

## Objetivos
Os saneantes servem para diversas finalidades: limpeza, desinfecção, desinfestação, sanitização, desodorização e, aromatização.

## Exemplos
Alguns exemplos desta categoria são: detergente, sabão, água sanitária e, desinfetante.

## Classificação
No Brasil a Agência Nacional de Vigilância Sanitária (Anvisa) realiza a regulação sanitária e classificação estas preparações químicos de acordo com alguns critérios, que determinam os riscos e possibilidade de acidentes ao usuário/consumidor:
- toxicidade do agente;
- concentração no produto;
- finalidade de uso;
- condições de uso;
- exposição do usuário ao agente;
- quantidade de ocorrências de eventos adversos;
- venda livre ao consumidor, ou venda restrita para uso profissional.